# Pestka (powieść)
Pestka – powieść psychologiczna, autorstwa Anki Kowalskiej z 1964 roku.
Treścią opowieści są dzieje życia Agaty, ekscentrycznej poetki, która wikła się w romans z żonatym mężczyzną Borysem. Narratorem powieści jest Sabina, przyjaciółka Agaty, z której perspektywy poznajemy losy tego trudnego związku.
Powieść była wielokrotnie wznawiana (wydania: Pax 1964, 1965, 1967, 1968, 1970, 1973, 1975; Omega 1991; Marabut 1995, 2001; Świat Książki 1996). Została przełożona na pięć języków. W 1995 roku powstała swobodna adaptacja filmowa o tym samym tytule.